# 工藤光一
工藤 光一（くどう こういち、1958年10月 - 2015年1月10日）は、日本の歴史学者。専門はフランス近代史。
元東京外国語大学教授。

## 略歴
- 1983年3月　東京外国語大学外国語学部フランス語学科卒業
- 1988年3月  東京大学大学院人文科学研究科西洋史学専攻修士課程修了
- 1990年10月  パリ第一大学にてDEA取得（フランス政府給費奨学生）
- 1993年3月  東京大学大学院人文科学研究科西洋史学専攻博士課程単位取得退学
- 1993年4月　成蹊大学文学部講師
- 1995年4月　東京外国語大学外国語学部講師
- 1999年4月　東京外国語大学外国語学部助教授
- 2009年4月　東京外国語大学総合国際学研究院教授（国際社会部門・地域研究系）

## 著書
- 『近代フランス農村世界の政治文化　噂・蜂起・祝祭』岩波書店、2015年

## 研究業績
- 「記録なき個人の歴史を書く－アラン・コルバンの試みが意味するもの」『歴史を問う４　歴史はいかに書かれるか』岩波書店、2004年
- 「「ソシアビリテ」から「集い」へ」、森村敏己・山根徹哉編『「集い」のかたち－歴史のなかの人間関係』柏書房、2004年
- 国民国家と「伝統」の創出-1870-1914年、フランスの事例から-、『岩波講座世界歴史18　工業化と国民形成』岩波書店、1998年
- 「フランス近代農村史研究からの若干の考察」二宮宏之編『結びあうかたち-ソシアビリテ論の射程-』山川出版社、185-194、1995年